# Assis-sur-Serre
Assis-sur-Serre è un comune francese di 279 abitanti situato nel dipartimento dell'Aisne della regione dell'Alta Francia.

## Società

### La chiesa di San Martino

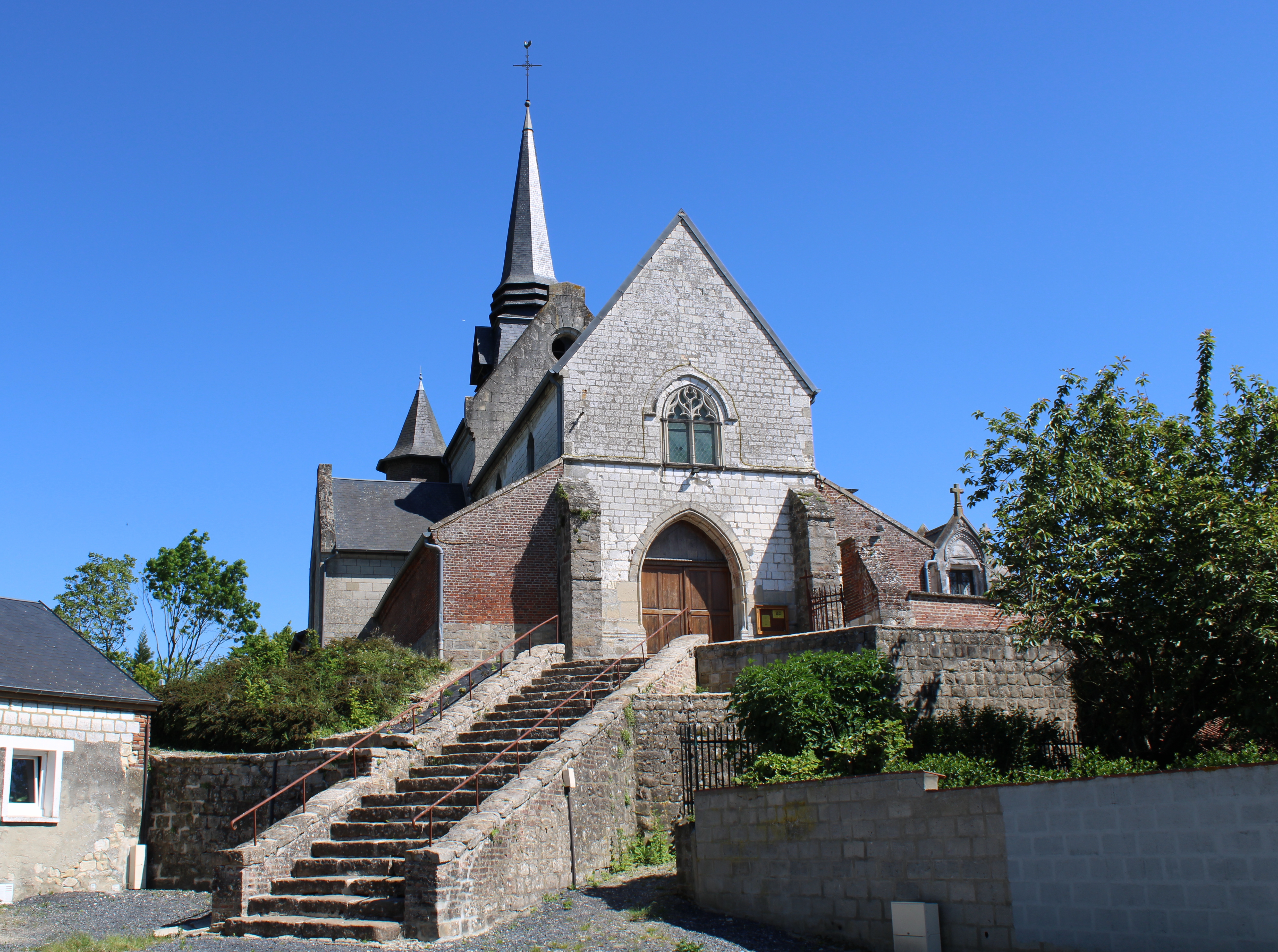
Scalinata di accesso.
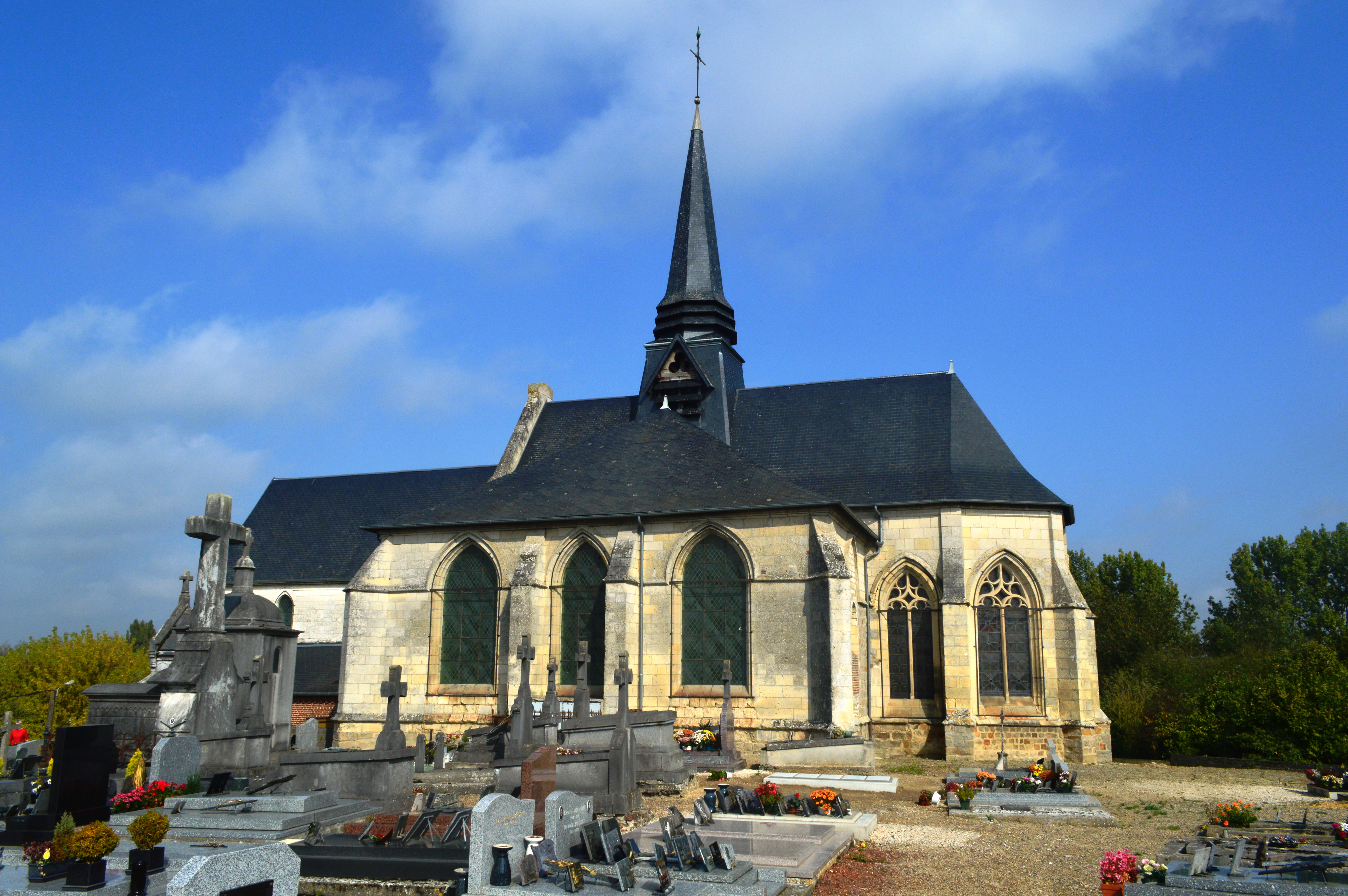
Vista laterale.

### Evoluzione demografica
Abitanti censiti